# پائولیلاتینو
پائولیلاتینو (به ایتالیایی: Paulilatino) یک کومونه در ایتالیا است که در استان اریستانو واقع شده‌است. پائولیلاتینو ۱۰۴٫۰ کیلومتر مربع مساحت و ۲٬۴۳۶ نفر جمعیت دارد.